# Oliver Stiess
Oliver Stiess (* 10. Mai 1962 in Landau in der Pfalz) ist ein deutscher Verbandsfunktionär. Der gelernte Bankkaufmann aus Frankweiler in der Pfalz steht als Präsident seit 2019 dem Bundesverband der Deutschen Weinkommissionäre e.V. vor. Er ist Nachfolger von Peter Best aus Bockenheim an der Weinstraße, der das Amt 23 Jahre innehatte.
Der Verband hat als Ziel, die Stellung des deutschen Weinbaus im internationalen Weinmarkt zu fördern.
Im April 2021 wurde Stiess zudem als Mitglied in den Verwaltungsrat des Deutschen Weinfonds gewählt.
Seit 2014 ist Stiess bereits Ordensmeister der Weinbruderschaft der Pfalz und damit deren Vorsitzender. Er ist Nachfolger des Önologen Fritz Schumann.
2018 wurde Stiess darüber hinaus zum Präsidenten der Gemeinschaft deutschsprachiger Weinbruderschaften gewählt, die rund 50 Weinbruderschaften mit etwa 5600 Mitgliedern in Deutschland, Österreich und der Schweiz vertritt.